# AXN Black
AXN Black ist ein Pay-TV-Sender, der überwiegend Spielfilme und Serien, aber auch Reality-Formate und Lifestyle-Sendungen ausstrahlt. Am 21. September 1998 ging der Sender unter dem Namen AXN zum ersten Mal auf Sendung, seither wurden weltweit über 30 lokalisierte Ableger gegründet. Die deutsche Version wurde am 1. November 2004 gestartet.

## AXN Black im deutschsprachigen Raum
AXN Black erreicht in Deutschland, Österreich und der Schweiz 5,9 Millionen Abonnenten-Haushalte über Satellit (Sky, Austriasat), Kabel (Vodafone Kabel Deutschland, Unitymedia, Kabelkiosk, Liwest, Cablecom) und IPTV (Entertain, Swisscom, Sunrise, A1 Telekom) und Online-Streaming (waipu.tv). Nachdem im ersten Jahr 16 Stunden gesendet wurde, stieg die Sendezeit ab dem 1. November 2005 auf 24 Stunden.
Eine HD-Simulcast-Version kann seit dem 1. Februar 2011 bei der Deutschen Telekom über die Entertain-Plattform empfangen werden. Eine Aufschaltung über Kabelkiosk erfolgte am 26. Juni 2012, gefolgt von Sky am 4. Oktober 2012 und Kabel Deutschland am 15. Oktober.
Am 8. September 2015 gab Sony Pictures Television bekannt, dass auch AXN Deutschland das neue weltweit einheitliche Design und Senderlogo übernehmen wird. Die Umstellung und Übernahme erfolgt dabei bereits zum 9. Oktober 2015.
Am 24. Oktober 2016 wurde die Verbreitung für AXN über Sky in Deutschland und Österreich eingestellt, da zwischen Sony und Sky keine Einigung erzielt werden konnte.
AXN wurde am 17. Oktober 2019 in Sony AXN umbenannt und bekam gleichzeitig ein neues Senderlogo.
Am 1. September 2023 erfolgte die Umbenennung in AXN Black und die Übernahme des Senders von der High View GmbH.

## Empfang in Deutschland, Österreich & Schweiz
Deutschland
Satellit: Astra 19,2° Ost: Diveo
Kabel: Vodafone, Unitymedia, PŸUR, NetCologne
IPTV: Prime Video Channels, MagentaTV, Vodafone, waipu.tv
Österreich
Satellit: Astra 19,2° Ost: HD Austria
Kabel: Liwest
IPTV: A1 & Prime Video Channels
Schweiz
Kabel: UPC Cablecom
IPTV: Teleclub, Salt, Sunrise & Swisscom

## Sendungen

### Fernsehserien
- 19-2
- Absentia
- Breaking Bad
- Californication
- Chicago P.D.
- Common Law
- Dexter
- Drei Engel für Charlie
- Elementary
- Flashpoint
- Hannibal
- Hawaii Fünf-Null
- Highlander
- Highway to Hell – 18 Räder aus Stahl
- House of Lies
- Hustle
- Kingdom
- Knight Rider (2008)
- Magnum
- Police Rescue – Gefährlicher Einsatz
- Power
- Relic Hunter – Die Schatzjägerin
- RoboCop
- Rush
- The Firm
- The District – Einsatz in Washington
- The Shield – Gesetz der Gewalt
- True Justice
- Yellowstone

## Senderlogos

Senderlogo bis zum 8. Oktober 2015
Das Logo von AXN HD bis zum 8. Oktober 2015
Senderlogo von 9. Oktober 2015 bis 17. Oktober 2019
Logo von AXN HD von 9. Oktober 2015 bis zum 17. Oktober 2019
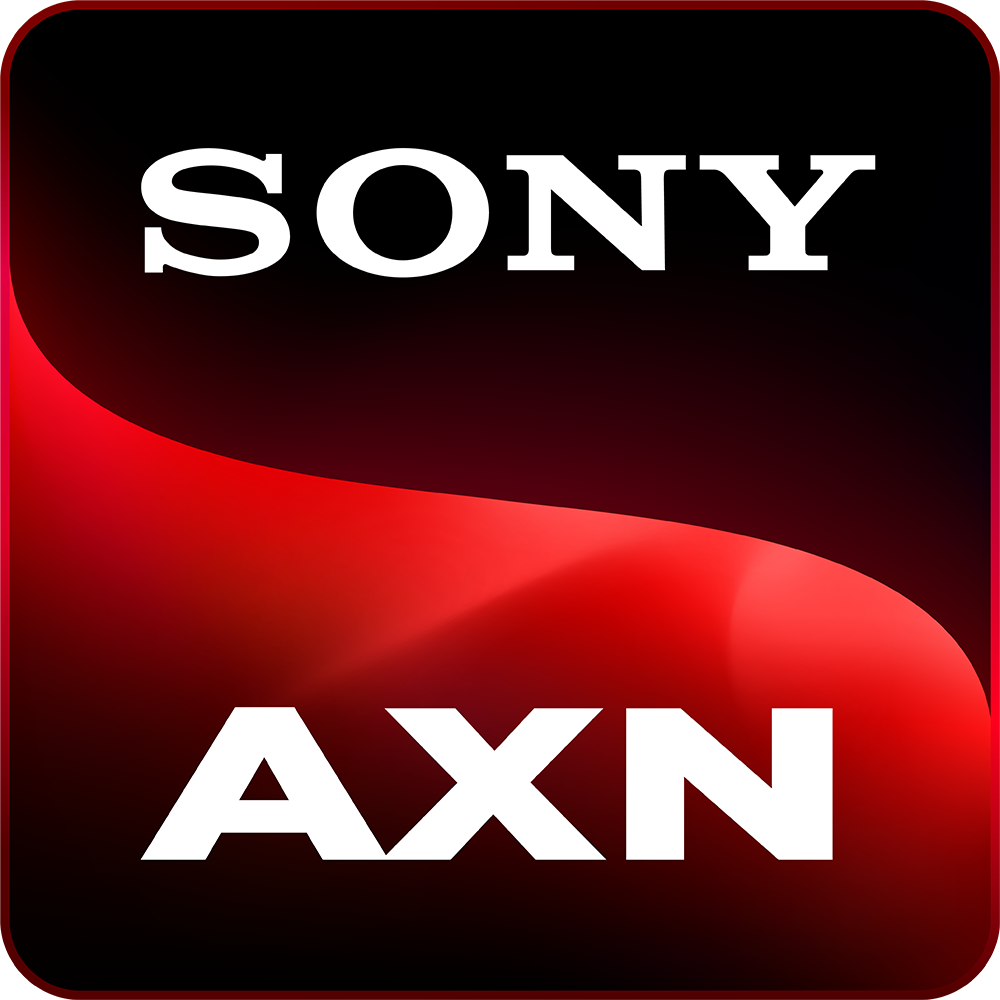
Logo von Sony AXN von 17. Oktober 2019 bis 31. August 2023
Logo von Sony AXN HD von 17. Oktober 2019 bis 31. August 2023
Logo von AXN Black seit 1. September 2023